# 애프터이미지 (영화)
애프터이미지(폴란드어: Powidoki, 영어: Afterimage)는 폴란드에서 제작된 안제이 바이다 감독의 2016년 드라마 영화이다. 보거슬라브 린다 등이 주연으로 출연하였다.

## 출연

### 주연
- 보거슬라브 린다
- 알렉산드라 주스타

### 조연
- 소피아 비츨라츠
- 크지슈토프 피에크진스키
- 쉬몬 보브로브스키

## 제작진
- 의상: 카타르지나 레빈스카